# Sandusky (Ohio)
Sandusky é uma cidade localizada no estado norte-americano de Ohio, no Condado de Erie. Fica na margem sul do lago Erie.

## Demografia
Segundo o censo norte-americano de 2000, a sua população era de 27.844 habitantes.
Em 2006, foi estimada uma população de 26.216, um decréscimo de 1628 (-5.8%).

## Geografia
De acordo com o United States Census Bureau tem uma área de
56,9 km², dos quais 26,0 km² cobertos por terra e 30,9 km² cobertos por água. Sandusky localiza-se a aproximadamente 180 m acima do nível do mar.

## Localidades na vizinhança
O diagrama seguinte representa as localidades num raio de 12 km ao redor de Sandusky.